# 고마쓰카와역
고마쓰카와역(일본어: 小松川駅)은 일본 아키타현 요코테시에 위치한 동일본 여객철도 기타카미 선의 철도역이다. 단선 승강장 1면 1선의 구조를 갖춘 지상역이다.

## 역 주변
- 국도 제107호선
- 구로사와 강

## 역사
- 1951년 12월 25일 : 일본국유철도의 역으로서 히라카 군 산나이 촌에 개업. 4월부터 가승강장으로서 영업하고 있다.
- 1987년 4월 1일 : 일본국유철도 분할 민영화에 의해, 동일본 여객철도가 승계.

## 인접 역
| ■ 기타카미 선          | ■ 기타카미 선 | ■ 기타카미 선        |
| ---------------------- | ------------- | -------------------- |
| 구로사와 기타카미 방면 | ■ 보통        | 히라이시 요코테 방면 |